# Micropacter yagerae
Famille
Genre
Espèce
Micropacter yagerae, unique représentant du genre Micropacter et de la famille des Micropacteridae, est une espèce de rémipèdes.

## Distribution
Cette espèce est endémique des Îles Turques-et-Caïques. Elle se rencontre dans les grottes Airport Cave et Old Blue Hill Cave à Providenciales.

## Description
L'holotype mesure 10,4 mm.

## Étymologie
Cette espèce est nommée en l'honneur de Jill Yager.

## Publication originale
- Koenemann, Iliffe & van der Ham, 2007 : Micropacteridae, a new family of Remipedia (Crustacea) from the Turks and Caicos Islands. Organisms Diversity & Evolution, vol. 7, no 1, p. e1-e14 (texte intégral).